# Джонатан Россіні
Джонатан Россіні (італ. Jonathan Rossini; нар. 5 квітня 1989, Джуб'яско) — швейцарський футболіст, що грав на позиції захисника.
Виступав, зокрема, за клуб «Сампдорія», а також національну збірну Швейцарії.

## Клубна кар'єра
Народився 5 квітня 1989 року в місті Джуб'яско. Вихованець юнацьких команд футбольних клубів «Беллінцона» та «Сампдорія».
У дорослому футболі дебютував 2008 року виступами за команду «Леньяно», в якій провів один сезон, взявши участь у 17 матчах чемпіонату.
Згодом з 2009 по 2014 рік грав у складі команд «Читтаделла», «Сассуоло» та «Сампдорія».
Протягом 2014—2019 років захищав кольори клубів «Сассуоло», «Парма», «Барі», «Савона», «Ліворно», «Пістоєзе», «Понтедера», «Альбіссоле» та «Савона».
Завершив ігрову кар'єру у команді «Лаваньєзе», за яку виступав протягом 2019—2021 років.

## Виступи за збірні
У 2004 році дебютував у складі юнацької збірної Швейцарії (U-16), загалом на юнацькому рівні взяв участь у 36 іграх.
Протягом 2008–2011 років залучався до складу молодіжної збірної Швейцарії. На молодіжному рівні зіграв у 23 офіційних матчах, забив 1 гол.
У 2010 році дебютував в офіційних матчах у складі національної збірної Швейцарії.
Загалом протягом кар'єри в національній команді, яка тривала 1 рік, провів у її формі 1 матч.
| Дата     | Місто        | Господарі | Результат | Гості   | Турнір           | Голи | Примітки |
| -------- | ------------ | --------- | --------- | ------- | ---------------- | ---- | -------- |
| 3-3-2010 | Санкт-Галлен | Швейцарія | 1 – 3     | Уругвай | товариський матч | -    |          |
| Усього   |              | Матчів    | 1         |         | Голів            | 0    |          |

## Титули і досягнення
- Символічна збірна Молодіжного чемпіонату Європи з футболу 2011